# タウロコール酸
タウロコール酸 （Taurocholic acid）は、脂肪を乳化することのできる融解性の透明な黄色の胆汁酸である。胆汁酸であるコール酸がタウリンと抱合したものである。
ヒトの胆汁酸のうちの三分の一程度はこの物質である。生合成はコリルCoAとタウリンの反応である。
医薬的用法として、利胆剤や胆汁分泌促進剤として用いられている。
商業的な生産方法では、食肉産業の副生成物である牛の胆汁から作られる。

## 毒性
新生ラットでのLD50は、380 mg/kgである。